# Quiabo

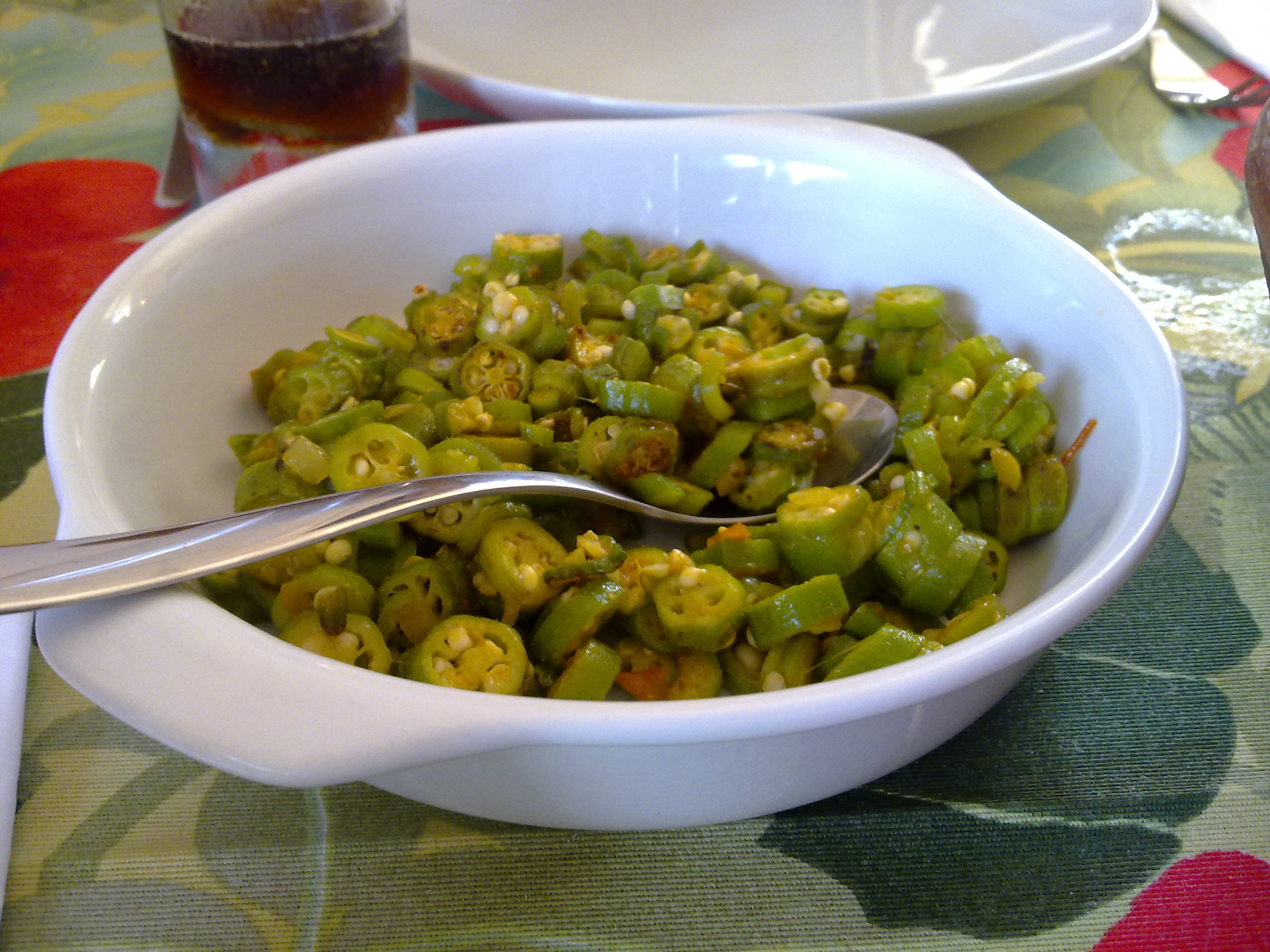
Caruru, prato típico da culinária brasileira preparado a base de quiabo

O quiabeiro (nome científico: Abelmoschus esculentus) é uma planta da família Malvaceae. Possui origem africana, precisamente na Etiópia. Seu fruto, conhecido como quiabo, quingombô, gombô, quibombô, quigombó, quibombó, quimbombô, quingobó, quingombó e quingombô, é uma cápsula fibrosa cônica verde e peluda, cheia de sementes brancas redondas, muito usado em culinária antes da maturação, pois, próximos à maturação, endurecem. Suas folhas são lobadas. As flores são axilares, isto é, brotam a partir das gemas axilares.

## Etimologia
Os termos da língua portuguesa, quiabo, quingombô, gombô, quibombô, quigombó, quibombó, quimbombô, quingobó, quingombó e quingombô são derivados do quimbundo.

## Fruto
No Brasil, o quiabo compõe pratos típicos regionais, como o caruru — quiabo cozido com camarão seco. Na culinária mineira, há o frango com quiabo e o refogado de carne com quiabo. Pode ser apreciado cozido com tempero no óleo, deixando-se bastante seco. É um fruto simples, seco, indeiscente, de cápsula loculicida (isto é, deiscência longitudinal, com cada lóculo se abrindo separadamente). Os quiabos são verdes e peludos e apresentam uma goma viscosa. Rico em vitamina A, seu consumo pelo ser humano é importante para a visão, pele e mucosas em geral.
Segundo Balbach, Alfons, As Hortaliças na Medicina Doméstica, A Edificação no Lar, em 100 gramas de quiabo estão agrupados:
850 U.I. de vitamina A; 130 mcg de vitamina B1 (Tiamina); 75 mcg de vitamina B2 (riboflavina); 0,70 mg ou de vitamina B3 (niacina) ou de vitamina B5 (ácido pantoténico) — não especificado devido à incongruência da fonte — e 25,80 mg de vitamina C (ácido ascórbico). Além disso, contém 40,00 quilocalorias (em 100 gramas); 89,60% de água; 7,40 % de hidratos de carbono; 1,80% de proteínas; 0,20% de gorduras e 1,00% de sais.
Se, por um lado, a vitamina A exerce as funções já mencionadas, além de proteger o fígado, a vitamina B1 é decisiva para o bom funcionamento do sistema nervoso, a vitamina B2 é importante para o crescimento, principalmente na adolescência.
Fruto de fácil digestão, é recomendado para pessoas que sofrem de problemas digestivos, sendo eficaz contra infecções intestinais, bexiga e rins.

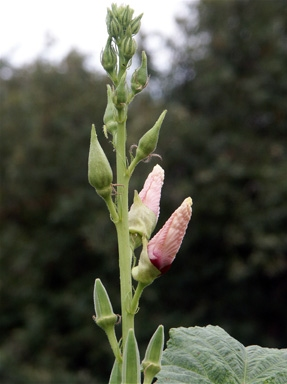
Botões de flor
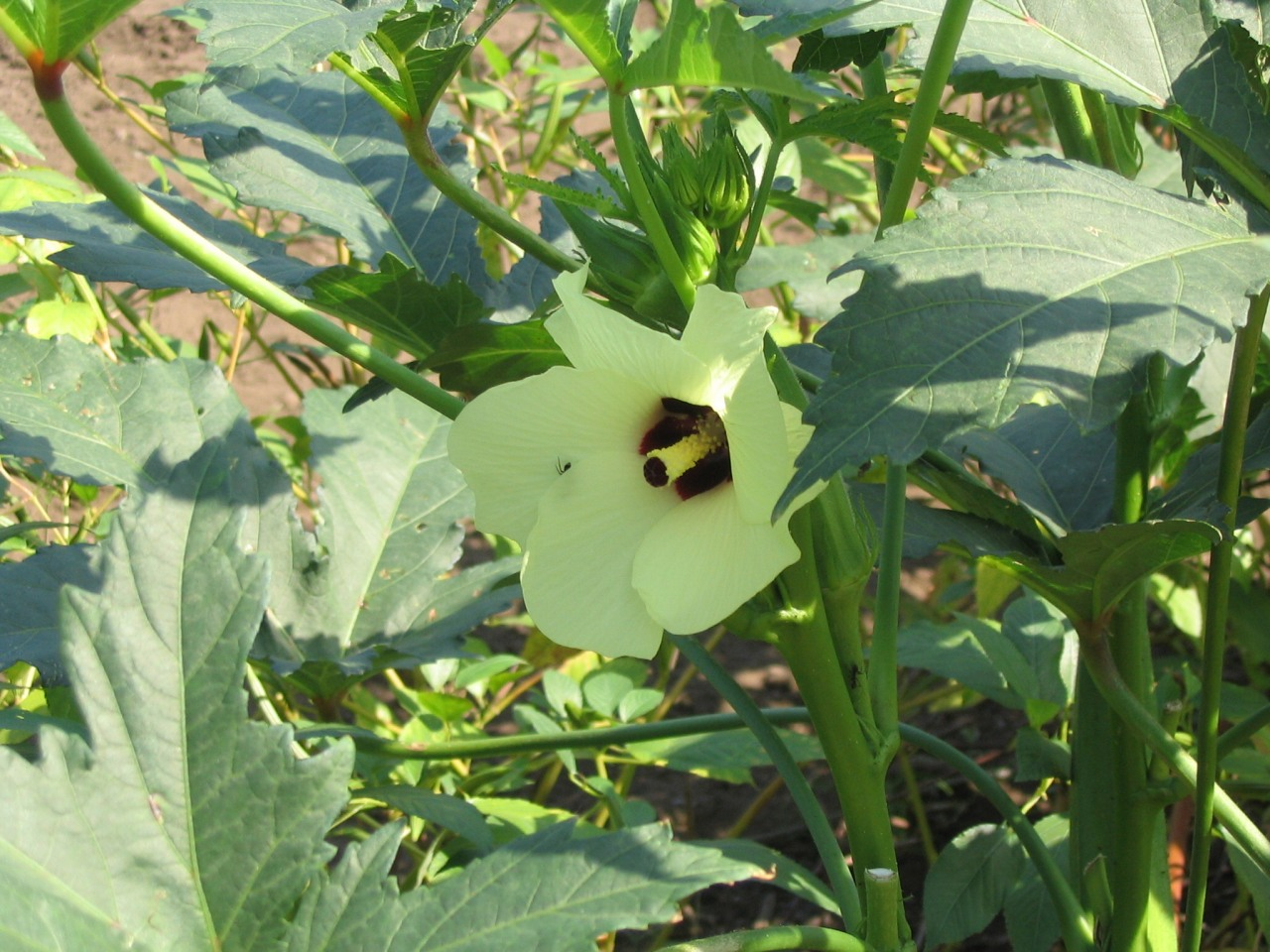
Planta e flor
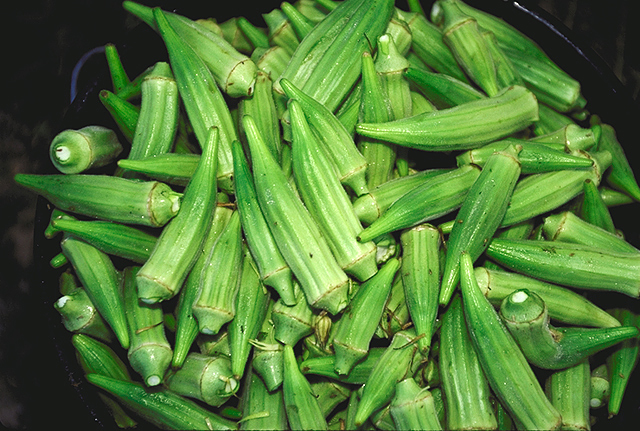
Frutos

### Propriedades curativas
De acordo com a literatura e diversas pesquisas científicas, o quiabo é um alimento:
- antiúlceras;[5]
- anticancerígeno, reduz ataques cardíacos, diminui o colesterol sanguíneo, alivia desordens intestinais, inflamações no cólon, diverticulite e úlceras estomacais;[6]
- neutralizador de ácidos, lubrificante do trato intestinal, auxilia na melhora de queimaduras, acalma psoríase e envenenamento e pode ser utilizado no tratamento de inflamações nos pulmões, síndrome do intestino irritável e dores de garganta.[7]

#### Influência nodiabetes
Estudos realizados em camundongos, publicados em 2011 e 2012, mostraram que a ingestão de quiabo regula a expressão gênica de maneira a favorecer o controle do diabetes, além de reduzir de maneira significativa as taxas de glicose no sangue.
Em novembro de 2013, a imprensa brasileira divulgou os efeitos benéficos do consumo do quiabo também em seres humanos, podendo este chegar eventualmente até a substituir a insulina. Após investigações científicas, o quiabo poderá se confirmar como a principal forma de tratamento para os diabéticos. Outro fator importante que deve ser levado em consideração, é que o quiabo é rico em fibras, e isso influencia diretamente na manutenção do peso e da boa forma. Além disso ele possui poucas calorias e sua ingestão ajuda na manutenção dos olhos, mucosas e do sistema nervoso.